# Juniperus cedrus
Juniperus cedrus (яловець канарський) — вид хвойних рослин родини кипарисових.

## Поширення, екологія
Країни проживання: Португалія (Мадейра); Іспанія (Канарські острови). Росте на висотах 500–2400 м. Нинішня картина обмеження важкодоступними ділянками на Канарських островах і на Мадейрі є результатом минулого втручання людини. Раніше вид мав ширше розповсюдження.

## Морфологія
Дерева раніше записані до 30 м заввишки, або кущ на великих висотах. Кора оранжево-коричневий, відлущується грубими вертикальними рядками. Листки від шилоподібних до голчастих, 1–2 см, зелені, сизим відтінком знизу. Дводомні, з чоловічими і жіночими шишками на різних дерев. Зрілі насіннєві шишки кулясті, 8–12 мм, зелені, після дозрівання оранжево-червоні, дозрівають ≈ 18 місяців після запилення; з 3 зернинами у шишці. Чоловічі шишки жовті, 2–3 мм завдовжки, падають незабаром після того як проливають пилок у лютому-березні.

## Використання
Історично цінна, ароматична деревина використовувалась місцевим населенням в столярній справі для виробництва різних меблів, у будівництві і для виготовлення коробок через здатність деревини запобігати комахам-шкідникам. Сьогодні, завдяки своїй рідкості і охоронному статусу, J. cedrus не використовується. Рослина широко культивується як декоративна і використовується лісовими службами особливо вздовж штучних іригаційних каналів і шляхів.

## Підвиди
- Juniperus cedrus ssp. cedrus — ендемік Канарських островів.
- Juniperus cedrus ssp. maderensis — ендемік Мадейри.

## Загрози та охорона
Канарські острови. Є цілий ряд загроз, найбільш страшною з яких є вогонь. Глобальне потепління може вплинути на кількість сезонних опадів і вологи від прибережних туманів. Ще загрозами є кози, берберські вівці та муфлони.
Мадейра. Історично надмірний випас худоби, оброблення та підпали мали значні загрози для населення. Хоча ці загрози менші сьогодні, швидке розширення Cytisus scoparius і випас, безумовно, є потенційною загрозою, так як це значно збільшує ризик виникнення пожеж. J. cedrus на Канарських островах росте в 3 Національних Парках. На Мадейрі він захищений в порт. Parque Natural da Madeira, де всі кози були видалені вище 1400 м. Це зробило позитивний вплив загалом на рослинність, але оскільки J. cedrus має повільне зростання, позитивний вплив на ньому ще не проявився.